# Centre scolaire du Sacré-Cœur de Lindthout
Le centre scolaire du Sacré-Coeur de Lindthout est un établissement d'enseignement fondé en 1904 par les Dames du Sacré-Cœur de Lille qui ont trouvé, à Woluwe-Saint-Lambert (Belgique), un refuge pour y enseigner aux jeunes filles les préceptes des écoles du Sacré-Cœur transmis par Sainte Madeleine-Sophie Barat,, fondatrice en 1800 de la Société du Sacré-Cœur de Jésus.
Au début du XXIe siècle, le Centre Scolaire du Sacré-Cœur de Lindthout fait partie du réseau catholique et se compose de sections maternelle, primaire et secondaire ; avec près de 2000 enfants et adolescents, filles et garçons.

## Histoire

### 1867-1903: le château
C'est en 1867 que l'architecte gantois Florimond Vandepoele (1832-1875) débute les premiers travaux du castel de Lindthout qui dureront 2 ans. Construit dans un style néo-renaissance flamande, il évolue petit à petit vers le style néogothique. Son premier propriétaire est l'avocat catholique bruxellois Auguste Beckers (1822-1902) célèbre pour ses œuvres de mécénat destinées à venir en aide aux plus pauvres mais également dans la création de la presse catholique en Belgique (Le Courrier de Bruxelles et le Patriote, connu aujourd'hui sous le nom de La Libre Belgique).
Le castel qui s'implante entre la future rue Bâtonnier Braffort et le futur boulevard Brand Whitlock est rapidement embelli d'arbres et d'une dépendance à usage d'écurie.
En 1889, le domaine est acquis par le vicomte français René de Maupeou (1824-1900) et son épouse, l'artiste peintre Caroline Koechlin.
En 1898, le castel devient la propriété du banquier Charles-Henri Dietrich, vice-consul de Norvège et futur propriétaire de Val duchesse. De nombreux aménagements sont alors effectués tant extérieurs qu'intérieurs. L'architecte paysagiste Louis-Léopold Van der Swaelmen se voit confier l'aménagement du parc et de ses alentours (porche d'entrée, maison d'un jardinier et conciergerie) alors que l'architecte Edmond De Vigne ajoutera, par exemple, au château une salle de bal.
Après la noyade de son fils Henri dans le lac du parc, en 1903 (la rue sera rebaptisée plus tard au nom de son fils), Dietrich revend sa propriété aux Dames du Sacré-Cœur de Lille.

### 1904-1996: la communauté des dames du Sacré-Cœur

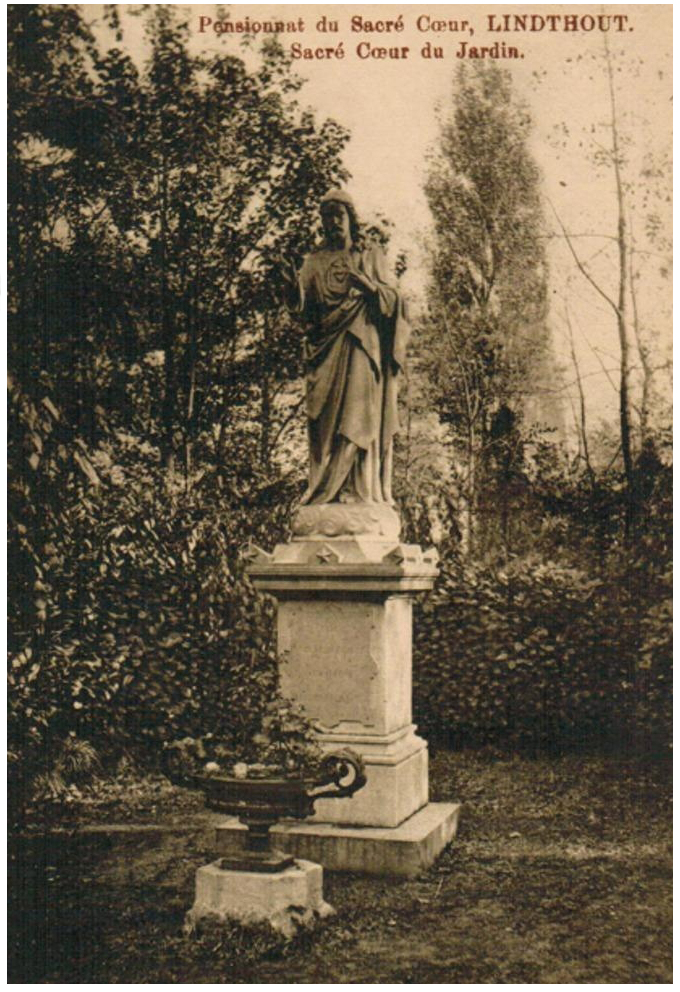
Statue du Sacré-Cœur dans le jardin

Déchues de leur droit à enseigner en France à la suite de la loi Combes du 7 juillet 1904 (loi relative à la suppression de l'enseignement congréganiste), les Dames du Sacré-Cœur de Lille s'installent dans le château de Lindthout.
Sous la direction de la Mère de Montalembert (Catherine de Montalembert : 1841-1926), les Dames du Sacré-Coeur reçoivent l'autorisation de construire un pensionnat exclusivement réservé à leurs pensionnaires françaises. C'est dès le début, 100 pensionnaires qui s'installent donc au pensionnat.
Alors que la salle de bal est convertie en chapelle, l'architecte bruxellois Julien Walckiers réalise une aile néogothique au sud du château.   
L'année 1912 est importante pour l'école qui se « belgifie ». Désormais, les élèves belges peuvent intégrer le pensionnat tandis que l'enseignement est assuré par des religieuses belges.
Différents aménagements voient le jour en 1950 par l'architecte Paul Dhaeyer puis, en 1954, des locaux provisoires préfabriqués sont aménagés du côté de l'avenue Albert-Élisabeth pour accueillir les classes maternelles.
Signe des temps et ouverture sur la ville, le pensionnat et « l'externat » fusionnent en 1947. L'internat ferme d'ailleurs définitivement ses portes en 1976.
Réservé aux filles, sauf en section maternelle, depuis son ouverture, c'est en 1986 que l'école devient mixte et voit arriver les premiers garçons.
En 1996, le Castel est abandonné par les sœurs et racheté deux ans plus tard par la commune de Woluwe-Saint-Lambert qui y installe son académie de musique, de danse et des arts de la parole. Le site est donc aujourd'hui partagé entre la commune de Woluwe-Saint-Lambert et le Centre Scolaire du Sacré-Coeur de Lindthout.
En 2002, le parc et plusieurs bâtiments du site font l'objet d'un classement : le Castel et l'église,, le bâtiment du pensionnat, les anciennes écuries et l'ancienne maison du jardinier.

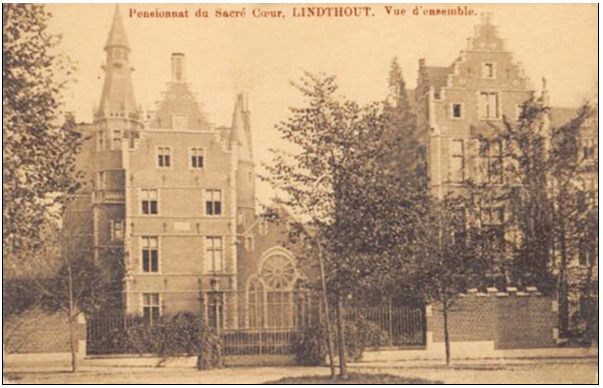
Le Castel et le pensionnat en 1916.
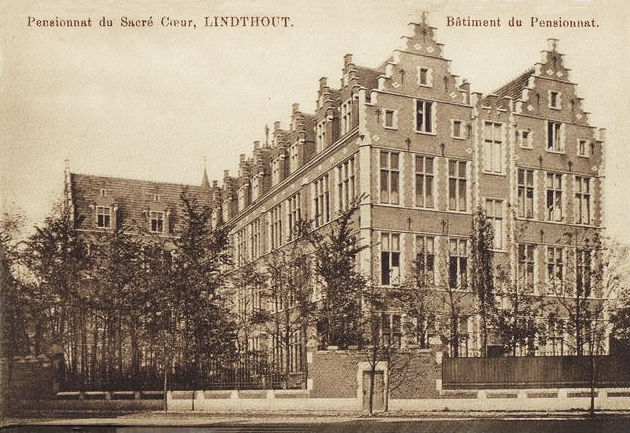
Le pensionnat.
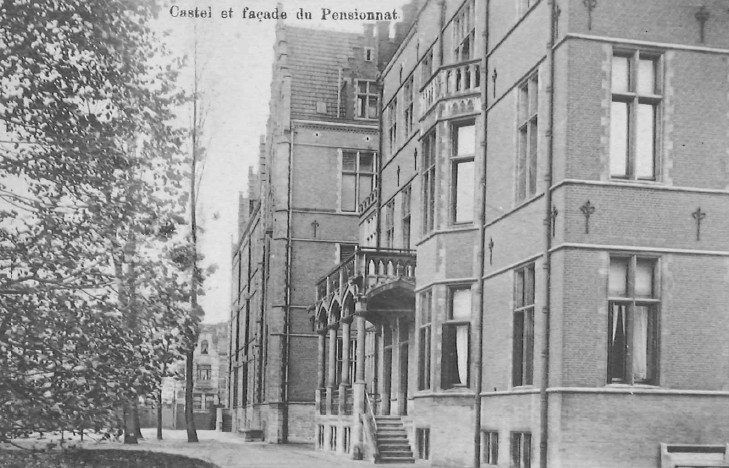
Pensionnat et entrée du Castel dans les années 1920-1930.

## Parc
Le parc est planté en 1870 par Auguste Beckers et élargi plus tard par Van der Swaelmen à l'initiative de Charles-Henri Dietrich.

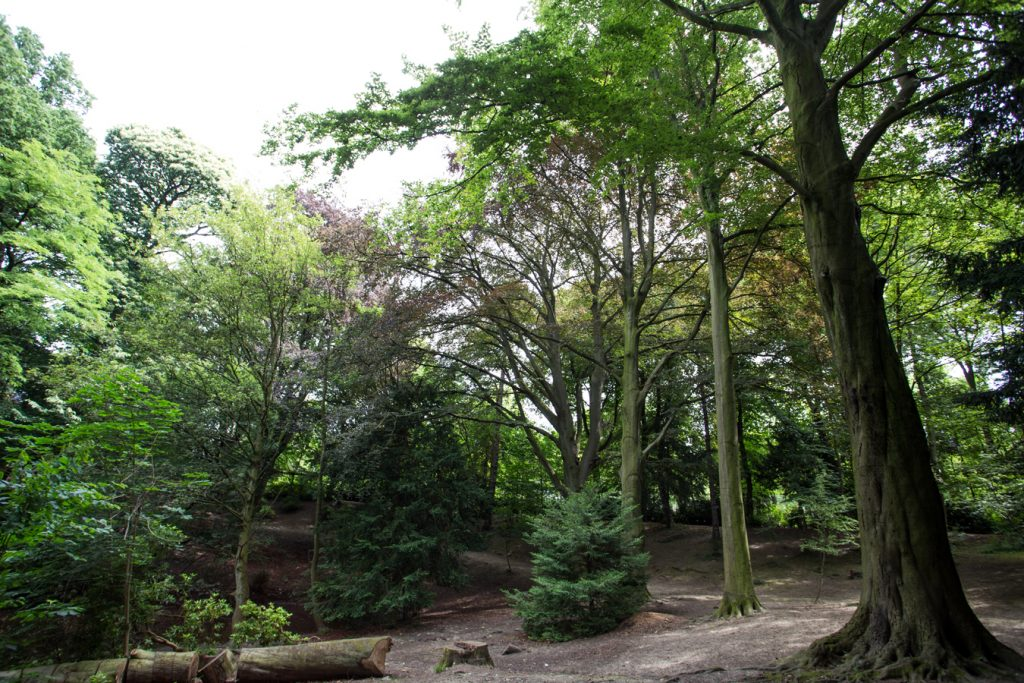

Le parc est peuplé avant tout d'essences indigènes tel que le hêtre, le chêne pédonculé, l'érable sycomore ainsi que des érables planes, des frênes, des bouleaux, des saules Marsault et un if. Paradoxalement, le tilleul est peu présent alors qu'il constitue la figure emblématique de l'histoire du site avenue des deux tilleuls.
Les espèces exotiques, moins nombreuses, regroupent un tulipier de plus de trois mètres de circonférence, un platane, un marronnier, un pin noir, un peuplier d'Italie ou du Canada, un thuya, un robinier, un noyer, un magnolia.
Un deuxième étage de végétation est constitué d'arbustes tels que sureaux, charmes, groseilliers, houx, merisiers, aubépines, églantiers, sorbiers, noisetiers ainsi que des arbustes exotiques comme lilas, seringats, troënes, aucuba, lauriers-cerises, rhododendrons.
Le petit étang, qui est aujourd'hui asséché, est alimenté par une source tributaire du bassin-versant du Roodebeek, affluent de la Woluwe. Jadis, en hiver on y récoltait de la glace entreposée dans une glacière toute proche qui fut condamnée lors de l'installation des Sœurs et cachée par une grotte de Notre-Dame de Lourdes en fausse rocaille, aujourd'hui disparue.

## Projets et récompenses
- Mini-entreprise de l'année 2014 avec le projet Yellow People[13] ;
- Prix de la meilleure mini-entreprise durable 2015[14] ;
- Mini-entreprise de l'année 2017 avec le projet "Insoleat"[15] ;
- Gagnant du concours L'Odyssée de l'objet 2018-2019[16] ;
- Prix FedEx Possibilities Award 2020 et Prix ManpowerGroup “Ready to Work” Award 2020[17].

## Personnalités
- Anne Gruwez (1956-) - Juge[18]
- Damso (1992-) - rappeur et auteur-compositeur-interprète belgo-congolais
- Marie-Josée de Belgique - Princesse de Belgique
- Zakia Khattabi (1976-) - Ministre du Climat, de l'Environnement, du Développement durable et du Green Deal[19]
- Roméo Lavia - footballeur professionnel (Anderlecht - Manchester City - Southampton)
- Joe Van Holsbeeck (1989-2006) - Adolescent victime d'une agression mortelle gare centrale[20].